# Claes Cederström (1726–1778)
Claes Cederström, född 23 mars 1726 i Stockholm, död 17 juni 1778 på Sätra brunn, var en svensk friherre och militär.

## Biografi[1]
Cederström var son till Olof Cederström och Maria Charlotta Rålamb, samt bror till Fredrik Cederström. Han blev volontär vid Bousquets värvade regemente under Jean Louis Bousquet 1739 samt där befordrad till sergeant 1741 och den 18 maj 1743 befordrades han till fänrik. 1747 bytte regementet namn till Prins Gustavs regemente till fot efter Gustav III och Cederström utnämndes till löjtnant den 9 maj 1749. 1753 ändrades namnet på regementet till Kronprinsens regemente till fot och Cederström utnämndes i oktober 1756 till kapten för att slutligen befordras till major vid regementet den 18 december 1761.
Han blev överstelöjtnant i armén den 16 oktober 1766 och överstelöjtnant vid Upplands regemente den 15 juli 1772. Vid Gustav III:s statsvälvning den 19 augusti 1772 tågade Cederström på regeringens order mot Stockholm med Upplands regemente för att hindra kungen från att ta makten. Bara en mil från Stockholm stoppades upplänningarnas marsch och Cederström blev arresterad och förd in till Stockholm. Väl där avgav han ed till kungen, och frisläpptes. Cederströms sista befordran blev till överste i juli 1776. Han avled 1778 i Sätra brunn. Claes Cederström gifte sig 1761 med Margareta Elisabet von Mevius (född den 2 december 1740 och död den 15 januari 1824), som var dotter till etatsrådet Henrik Rudolf von Mevius och friherrinnan Margareta Gertrud Zülich.

### Barn[1]
- Hedvig Charlotta Margareta, född 1762-01-24, död 1766-11-09 i Stockholm.
- Olof Rudolf Cederström, greve Cederström, född 1764.
- Thure Gustaf Cederström, född 1765. Överste och generaladjutant. Död 1812.
- Claes, född 1766-12-27, död 1768-10-19.
- Charlotta Ulrika, född 1768-02-10. Död 1833-10-05 på Tuna i Tensta socken, Uppsala län. Gift 1797-02-00 med sekreteraren Samuel Annerstedt, född 1764-02-21, död 1812-04-22 på Tuna.
- Henrietta Elisabet, född 1770-07-10, död 1854-04-23 i Linköping. Gift 1793-03-12 Älvgärde med ärkebiskopen Carl Rosén, adlad och adopterad. Rosén von Rosenstein, född 1766, död 1836.
- Beata Catharina Lovisa, född 1771-05-18, död 1862-01-13 i Stockholm. Gift 1794-04-28 på Älvgärde med vice amiralen Per Gustaf Lagerstråle, friherre Lagerstråle, född 1765, död 1840.
- Claes Cederström (sedermera kallad Claesson), född 1772.
- Carl Cederström, född 1774. Generalmajor.
- Maria Eleonora, född 1777-01-17, död 1778-08-01.

## Ordnar och utmärkelser
- Svärdsorden - 1766[1]